# Araneus riveti
Araneus riveti este o specie de păianjeni din genul Araneus, familia Araneidae, descrisă de Berland, 1913.
Este endemică în Ecuador. Conform Catalogue of Life specia Araneus riveti nu are subspecii cunoscute.